# Ярыш (футбольный клуб)

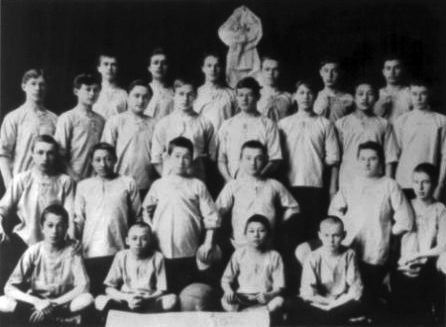
Командное фото «Ярыша», 1914 год

«Ярыш» — футбольный клуб из Семипалатинска, основанный в 1913 году. Первая футбольная команда в Казахстане.

## История
Команда была официально создана в 1913 году по инициативе группы подростков под руководством Юнуса Нигматуллина, ставшего главным тренером и капитаном клуба. Нигматуллин был сыном богатого купца, владевшего в Семипалатинске двухэтажным магазином и типографией.
Его отец поддержал планы энтузиастов и взял клуб под свой патронаж. В типографии, принадлежавшей Сыдыку Нигматуллину, активно печатались листовки, призывавшие сотрудников предприятия и других жителей города болеть за «Ярыш». Форму для клуба производила швея Гафа Баязитова. Наиболее известным футболистом в составе команды был Мухтар Ауэзов, в будущем ставший писателем.
«Ярыш» был первой в истории казахстанской командой, сыгравшей международный матч — против отправленных в ссылку австро — венгерских военнопленных. По некоторым данным, в составе иностранцев сыграли два участника Олимпиады 1912 года. В настоящее время сохранились сведения лишь о некоторых играх «Ярыша». В частности, футболисты из Томска дважды обыграли семипалатинцев (0:1, 0:2), а с представителями Барнаула «Ярыш» в двух матчах сыграл вничью (2:2, 0:0). 
Многие футболисты «Ярыша», включая капитана, открыто поддерживали сначала партию «Алаш», а затем и одноименную национальную автономию, провозглашенную вскоре после завершения Октябрьской революции. Члены партии выступали за право казахского народа на самоопределение. В 1919 году советские власти начали преследовать сторонников партии «Алаш». Капитан и основатель «Ярыша» Юнус Нигматуллин был убит при попытке скрыться в Китае, а имущество его семьи было конфисковано, в результате чего команда окончательно прекратила свое существование.